# Skin Deep (Beverly Hills, 90210)
Skin Deep is de achtentwintigste aflevering van het achtste seizoen van het tienerdrama Beverly Hills, 90210, die voor het eerst werd uitgezonden op 29 april 1998.

## Plot
Een oude vriend van Steve, Muntz, komt langs met de mededeling dat hij gaat trouwen. Nu vinden Steve en Brandon dat er een vrijgezellenfeest moet komen voor Muntz. Het toeval wil dat er ook een nieuwe seksshop geopend is in Beverly Hills en daar willen ze gaan kijken voor attributen voor het feest. Brandon en Steve willen daar gaan kijken onder de mom van journalistiek onderzoek. Janet is heel open over het onderwerp seks maar Kelly vindt dit maar een vies onderwerp om daar een winkel in te beginnen. David vindt een tijdschrift dat Valerie aan het lezen was en dat openligt op een onderwerp over het meer in leven brengen van een liefdesleven, niet wetend dat Valerie de horoscoop aan het lezen was die langs dit artikel staat. Steve, Brandon, David en Muntz gaan kijken in de seksshop die net geopend is, ze zien een aantal demonstranten voor de deur die deze winkel weg willen. Brandon doet eerst wat onderzoek voor de krant en dan gaan zij naar binnen om te kijken wat ze allemaal verkopen. David koopt een aantal dingen om hun liefdesleven een nieuw impuls te geven. Ondertussen krijgt Kelly steeds meer moeite over hoe een vrouw afgebeeld wordt in de maatschappij, dat haar moeder een facelift overweegt en dat haar kleine zus al bezig is met het opletten van wat ze eet helpt niet echt mee. Zij krijgt ook een aantal discussies hierover met Brandon die hier moeite mee heeft als hij zich moet verdedigen over waarom hij af en toe een Playboy leest. Brandon en Kelly maken het goed nadat Brandon haar overtuigd dat hij fictie en werkelijkheid goed uit elkaar kan houden. David heeft heel wat uit te leggen als hij met al de spullen thuiskomt en het wil uit gaan proberen op Valerie, dit misverstand wordt snel uit de wereld geholpen. Als het vrijgezellenfeest bezig is dan wordt er voornamelijk gesproken over de moeilijke relaties tussen man en vrouw en over hun denkwijze.
Donna is ondertussen druk bezig met haar kledinglijn, nu worden er foto's genomen van modellen in haar creaties. Zij ontdekt dat een assistente van haar onder de schrammen op haar armen zit en denkt dat zij dit zichzelf aandoet. Donna confronteert haar hiermee en zij zegt dat zij een wilde kat thuis heeft die haar bekrast. Donna is niet overtuigd en laat het niet rusten, uiteindelijk biecht zij op dat zij een psychische aandoening heeft genaamd zelfbeschadiging. Als zij iets verkeerd doet dan meent zij dat zij straf heeft verdiend en snijdt zij zichzelf met een mes. Donna schrikt hiervan en wil haar helpen, dit doet zij uiteindelijk door de modellen weg te sturen en gewone vrouwen als modellen in haar creaties op de foto te zetten.

## Rolverdeling
- Jason Priestley - Brandon Walsh
- Jennie Garth - Kelly Taylor
- Ian Ziering - Steve Sanders
- Brian Austin Green - David Silver
- Tori Spelling - Donna Martin
- Tiffani Thiessen - Valerie Malone
- Joe E. Tata - Nat Bussichio
- Lindsay Price - Janet Sosna
- Ann Gillespie - Jackie Taylor
- Vincent Young - Noah Hunter
- Ryan Thomas Brown - Morton Muntz
- Mercedes Kastner - Erin Silver
- Jode Leigh Edwards - Monica